# گشنیزک
گشنیزک (نام علمی: Bifora) نام یک سرده از تیره چتریان است.